# 道の駅きなはい屋しろかわ
道の駅きなはい屋しろかわ（みちのえき きなはいやしろかわ）は、愛媛県西予市城川町下相にある国道197号の道の駅である。

## 施設
- 駐車場
  - 普通車: 18台
  - 大型車: 2台
  - 身障者用: 1台
- トイレ
  - 男: 5器
  - 女: 5器
  - 身障者用: 1器
- 公衆電話
- 郵便ポスト（西予郵便局）
- 菓子加工室
- 茶堂型休憩所
- 特産品センター
- 義農顕彰の碑
- 公衆無線LAN

## 休館日
- なし

## アクセス
- 国道197号 - 登録路線
  - 愛媛県道2号城川梼原線

## 周辺
- 西予市城川総合支所
- 黒瀬川
- 宝泉坊温泉
- 三滝渓谷
- 三滝渓谷自然公園